# Rudolfstetten-Friedlisberg
Rudolfstetten-Friedlisberg (gsw. Ruedistette-Fridlischberg) – gmina (niem. Einwohnergemeinde) w północnej Szwajcarii, w kantonie Argowia, w okręgu Bremgarten. 31 grudnia 2014 liczyła 4421 mieszkańców.